# Thistle Island
Thistle Island (in lingua Nauo Noondala/Nundala) è un'isola situata a est di Cape Catastrophe, l'estremità sud-orientale della penisola di Eyre, all'entrata del golfo di Spencer, nell'Australia Meridionale (Australia).

## Geografia
Thistle Island è la terza isola per grandezza dell'Australia Meridionale, dopo l'isola dei Canguri e St Peter Island. Thistle ha una superficie di 39,25 km² ed è alta 228 m; la sua lunghezza è di circa 16,5 km per 4 m di larghezza. È divisa da Cape Catastrophe, da cui dista 7,4 km, dal Thorny Passage, canale nel quale si trovano sette piccole isole, la maggiore delle quali è Taylor Island. 
A ovest di Waterhouse Point, l'estremità sud-orientale dell'isola, si trova la piccola Albatross Island. A nord di Thistle ci sono le isole del Sir Joseph Banks Group, a sud le Neptune Islands e a sud-est le Gambier Islands.
L'isola presenta un basamento cristallino sormontato da uno strato di eolianite, che forma falesie calcaree sul mare: l'area costiera orientale presenta spiagge sabbiose di recente formazione, con la presenza di laghetti salati fra le dune costiere.
L'isola è dotata di una pista d'atterraggio.

## Storia
Il 21 febbraio 1802, Matthew Flinders sbarcò in ricognizione sull'isola assieme al suo amico e membro dell'equipaggio, John Thistle. L'HMS Investigator era ancorato nel Thorny Passage. Non avendo trovato acqua potabile fu inviato un cutter con otto uomini per cercare l'acqua e un ancoraggio più adatto. La piccola imbarcazione non fece ritorno e ne ritrovarono i resti due giorni dopo. A seguito della disgrazia, Flinders diede il nome di Cape Catastrophe alla punta dove era stato avvistato il cutter per l'ultima volta, Memory Cove alla baia poco più a nord e chiamò con il nome degli otto scomparsi le isole che si trovano in quell'area, attualmente note col nome di gruppo di Taylor Island. Thistle Island porta il nome dell'amico John Thistle. Anche il Thorny Passage è stato nominato da Flinders nella stessa occasione (thorny significa spinoso).
I primi europei a visitare l'isola furono dei balenieri, che notarono i resti di un insediamento europeo abbandonato da alcuni attribuito ai superstiti della spedizione di Jean-François de La Pérouse del 1788.

Per decenni gli unici frequentatori di Thistle Island furono per l'appunto i balenieri ed i cacciatori di foche, che vi si stabilivano per periodi più o meno lunghi (risiedendo nell'area costiera di Waterhouse Bay) assieme alle compagne aborigene e ai figli: nel 1838 il governo dell'allora colonia dell'Australia Meridionale provò a stabilire una stazione permanente per la caccia alla balena sull'isola, importando dei balenieri dalla Tasmania: il tentativo ebbe scarso successo, essendo l'area troppo a nord rispetto alle rotte migratorie della balena franca australe che si intendeva insidiare, e la stazione chiuse i battenti dopo soli due anni.
Verso la fine degli anni '30, l'allora sindaco di Adelaide A. S. Hawker catturò nelle acque di Thistle Island un tonno di 21 kg di peso.
dal 2014 la marina australiana opera una piccola stazione sonar sull'isola.

## Flora e fauna
Dei visitatori giunti sull'isola nel 1877 menzionarono la presenza di numerose "conchiglie" di argonauta nelle aree sabbiose interne. Altri visitatori giunti nel 1904 riportarono di aver udito i richiami di numerosi pinguini minori blu: anche nel 1932 J. T. Mortlock fa menzione dei richiami dei pinguini e degli occhioni provenienti dalle scogliere.
Nel 1928 l'isola venne descritta da un visitatore di passaggio come popolata da colonie di leoni marini australiani, cormorani faccianera, sule, stercorari, gabbiani del kelp e uccelli delle tempeste.
Le campagne di monitoraggio del 1996 hanno finalmente accertato la presenza di colonie riproduttive di pinguino minore blu su Thistle Island e sulla vicina Albatross Island.
Thistle Island ospita una popolazione introdotta di bilby: i marsupiali si sono adattati molto bene alla vita sull'isola e hanno cominciato a riprodursi, tanto che nell'ottobre del 2020 nove esemplari sono stati catturati e reintrodotti sulla terraferma nell'area di Roxby Downs.

## Monumenti e luoghi d'interesse
Sull'isola sono presenti due siti iscritti al South Australian Heritage Register:
- Whalers Bay Whaling Site[18]
- Thistle Island Sealing Site[19]